# Yoko Taro
Yoko Taro (横尾 太郎, Yokoo Tarō, Nagoia, 6 de junho de 1970) é um diretor e roteirista japonês de jogos eletrônicos, mais conhecido por seu trabalho na série Drakengard. Ele estudou na Universidade de Projeto de Kobe durante a década de 1990, inicialmente não procurando uma carreira na indústria de jogos eletrônicos. Yoko acabou entrando na Namco depois de se formar e em seguida foi trabalhar na Sony, finalmente sendo contratado pela Cavia em 2001 e dirigindo o primeiro título Drakengard dois anos depois. Desde então ele trabalhou em todos os jogos da série, além de em projetos independentes para celulares.
Yoko ficou conhecido por seu distinto estilo de desenho de jogos e incorporação de escolhas e enredos incomuns. Um dos principais aspectos de seus trabalhos é a exploração dos aspectos mais sombrios dos seres humanos, como o motivo de pessoas matarem outras, porém ele frequentemente não compartilha a mesma opinião pessoal que suas histórias apresentam. Sua técnica de escrita foi definida como "roteirização de trás para frente", envolvendo a delineação do fim da história e construindo a narrativa desse ponto para trás até o início. Yoko geralmente usa uma máscara em público devido sua aversão a ser fotografado.

## Início de vida
Yoko Taro nasceu no dia 6 de junho de 1970 na cidade de Nagoia, Aichi, Japão. Seus pais frequentemente ficavam ausentes por causa de trabalho, com ele sendo criado principalmente por sua avó, que lhe deixou uma forte impressão. Foi durante sua infância que ele ouviu sobre um incidente que posteriormente lhe influenciaria como roteirista: um conhecido estava em um shopping junto com amigos enquanto outro estava andando próximo de uma beirada, escorregando, caindo e morrendo. A cena como descrita foi inicialmente "horripilante", porém também incluía um elemento engraçado. Yoko estudou na Universidade de Projeto de Kobe e se formou em março de 1994. Ele é casado com Yukiko Yoko, uma ilustradora que trabalhou na série Taiko no Tatsujin e em Drakengard 3.

## Carreira

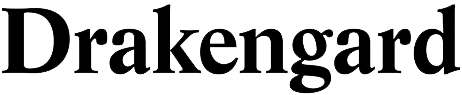
Logotipo da série Drakengard. Yoko trabalhou como diretor e roteirista de todos os jogos, exceto Drakengard 2.

Yoko inicialmente não foi atrás de uma carreira em indústria de jogos eletrônicos, porém conseguiu um emprego de projetista tridimensional de computação gráfica na Namco apenas um mês depois de se formar. Ele entrou na Sugar & Rockets Inc. em 1999, então uma desenvolvedora secundária da Sony Computer Entertainment. Yoko conseguiu depois anos depois um emprego na Cavia. Logo se envolveu no desenvolvimento de um projeto que tornaria-se Drakengard. O coprodutor do jogo Takuya Iwasaki originalmente queria ser o diretor, porém estava ocupado com outros trabalhos, assim Yoko foi convidado a assumir a posição. Ele também ajudou a criar o mundo e os personagens, coescrevendo o roteiro junto com Sawako Natori. Yoko ficou insatisfeito durante a produção pela quantidade de mudanças pedidas pelo conselho consultivo do jogo, chegando ao ponto que ele decidiu nunca mais trabalhar em outro título da série. Ele mesmo assim envolveu-se na produção da sequência Drakengard 2, sendo creditado como editor de vídeo e fazendo parte da equipe criativa. Yoko estava principalmente ocupado com outros projetos, com seu conceito original para o jogo como um arcade com dragões no espaço tendo sido vetado, além de ter tido várias discordâncias criativas com o novo diretor Akira Yasui.
Yoko começou a trabalhar no terceiro título da série logo depois de Drakengard 2. Enquanto progredia, o conceito original foi se desenvolvendo de tal maneira que tornou-se um spin-off renomeado como Nier. Yoko mesmo assim considerou o jogo como o terceiro Drakengard. A Cavia foi absorvida pela AQ Interactive depois do lançamento de Nier e Yoko deixou a companhia a fim de seguir uma carreira como independente. Durante esse período ele atuou como supervisor de roteiro do jogo social Monster × Dragon da Square Enix. Nessa mesma época foi diretor do jogo de Demons' Score. Yoko reuniu-se alguns anos depois com vários membros da equipe de Drakengard e Nier com o objetivo de criar um verdadeiro terceiro título para a série, determinando através de questionários que as histórias sombrias eram o ponto preferido dos fãs. Ele "voltou para o desemprego" com a finalização de Drakengard 3, escrevendo uma coluna de curta duração na Famitsu intitulada "O Círculo de Mau Pensamento de Yoko Taro".
Desde o lançamento de Nier, Yoko e outros membros da equipe ficaram interessados em produzir uma sequência, porém as baixas vendas do título impediram que quaisquer planos fossem colocados em prática. Entretanto, o sucesso que o jogo teve entre os fãs acabou incentivando a Square Enix a permitir a produção de Nier: Automata. Yoko precisou se mudar temporariamente de Tóquio para Osaka a fim de trabalhar junto com a desenvolvedora PlatinumGames na produção do jogo. Por volta da mesma época ele fundou sua própria companhia chamada Bukkoro, que também tem a participação de sua esposa Yukiko e da roteirista Hana Kikuchi, que trabalhou em Nier e Drakengard 3. Yoko estreou o jogo para celulares Sinoalice logo depois do lançamento de Nier: Automata, tendo trabalhado como seu diretor e roteirista.
Yoko também possui uma enorme aversão a conceder entrevistas, ser filmado ou até mesmo fotografado. Seu raciocínio é que ele acha que desenvolvedores de jogos eletrônicos não são entertainers ou comentaristas de seus próprios trabalhos, acreditando que os assuntos que são discutidos em entrevistas seriam extremamente entediantes para quem quer que estivesse lendo, ouvindo ou assistindo. Quando Yoko chega a conceder entrevistas ou comparecer em eventos públicos, ele o faz usando uma máscara, normalmente do personagem Emil de Nier, para que seu rosto não seja visto, em certa ocasião também tendo realizado uma entrevista em vídeo por meio de boneco de luva. Yoko também afirmou que gosta de ser franco quando compartilha suas opiniões, pois acha que os fãs de jogos eletrônicos merecem receber a verdade e honestidade.

## Filosofia
Yoko é conhecido por criar jogos com atmosferas sombrias, incomuns e perturbadoras. Isto inclusive foi afirmado como o principal motivo por ele ter sido chamado para trabalhar em Monster × Dragon. Seu método de escrita é chamado de "roteirização de trás para frente", algo que o próprio diz nunca ter visto em outras obras de ficção. O processo envolve começar pelo final e então trabalhar de volta até o começo. Yoko em seguida cria os principais pontos do enredo que formam os picos emocionais da narrativa, adicionando detalhes, e depois os espalha pela história para que dessa forma os jogadores possam construir uma conexão emocional apropriada. Ele também emprega um método secundário chamado "pensamento fotográfico". Yoko descreve este como um meio de visualizar e organizar os eventos e picos emocionais do enredo. Yoko citou o livro The Memory Palace of Matteo Ricci, de Jonathan Spence, como sua fonte de inspiração na criação desse método. Ele gosta de experimentar com o formato de jogos eletrônicos, achando que muitas convenções do mercado acabam inibindo a liberdade criativa dos desenvolvedores. Muitos de seus jogos refletem seus próprios sentimentos sobre morte e o questionamento socrático de conceito. Yoko também considera comida como uma ferramenta importante na criação de um jogo, afirmando que pensa em tipos de comida espalhadas pelo mundo de jogo lhe ajudam a ter uma melhor ideia das pessoas que formam o público alvo do título.
Yoko influenciou-se em muitos jogos da época para formar o estilo do primeiro título Drakengard: um elemento comum que percebeu foi que o jogador muitas vezes recebia notas por sua performance depois de matar vários inimigos de modo "regojizador". Já que o conceito de gostar de matar lhe parecia insano, Yoko projetou os protagonistas do jogo para serem insanos. Ele também queria explorar os motivos que acabam levando alguém a matar. Yoko explorou posteriormente em Nier e Drakengard 3 a ideia de um evento terrível em que ambos os lados acreditavam estarem agindo corretamente. Ele inspirou-se nos ataques de 11 de setembro de 2001 e a Guerra ao Terror para Nier. Yoko já falou sobre seu desgosto por personagens femininas "simples e esquecíveis" em jogos eletrônicos. Ele envolveu-se bastante na criação da personagem Zero, a protagonista de Drakengard 3, achando que seria interessante desenvolver alguém que foi uma ex-prostituta por ser algo bem raro em jogos eletrônicos. Yoko quis para Nier: Automata uma narrativa sobre a injustiça inerente do mundo e os preconceitos que os personagens são forçados a enfrentar. Ele não considera que seus roteiros sejam tão sombrios como outros costumam afirmar, porém mesmo assim admite que costuma adicionar elementos sombrios deliberadamente.

## Trabalhos

### Jogos eletrônicos
| Ano  | Título                                | Plataforma                                                  | Crédito(s)                            |
| ---- | ------------------------------------- | ----------------------------------------------------------- | ------------------------------------- |
| 1996 | Alpine Racer 2                        | Arcade                                                      | Projetista                            |
| 1998 | Time Crisis II                        | Arcade                                                      | Projetista                            |
| 2000 | Covert Ops: Nuclear Dawn              | PlayStation                                                 | Planejador                            |
| 2001 | Phase Paradox                         | PlayStation 2                                               | Projetista visual, projetista de jogo |
| 2003 | Drakengard                            | PlayStation 2                                               | Diretor, roteirista                   |
| 2005 | Drakengard 2                          | PlayStation 2                                               | Editor de vídeo                       |
| 2010 | Nier                                  | PlayStation 3, Xbox 360                                     | Diretor, roteirista                   |
| 2011 | Monster × Dragon                      | Navegador web                                               | Supervisor de roteiro                 |
| 2012 | Demons' Score                         | Android, iOS                                                | Diretor                               |
| 2013 | Drakengard 3                          | PlayStation 3                                               | Diretor, roteirista                   |
| 2017 | Nier: Automata                        | Microsoft Windows, PlayStation 4, Xbox One, Nintendo Switch | Diretor, roteirista                   |
| 2017 | SINoALICE                             | Android, iOS                                                | Diretor, roteirista                   |
| 2021 | Nier Reincarnation                    | Android, iOS                                                | Diretor, roteirista                   |
| 2021 | Nier Replicant ver.1.22474487139...   | Microsoft Windows, PlayStation 4, Xbox One                  | Roteirista                            |
| 2021 | Voice of Cards: The Isle Dragon Roars | Microsoft Windows, Nintendo Switch, PlayStation 4           | Diretor, roteirista                   |
| 2022 | Voice of Cards: The Forsaken Maiden   | Microsoft Windows, Nintendo Switch, PlayStation 4           | Diretor, roteirista                   |
| 2022 | Voice of Cards: The Beasts of Burden  | Microsoft Windows, Nintendo Switch, PlayStation 4           | Diretor, roteirista                   |
| 2023 | 404 GAME RE:SET                       | Android, iOS                                                | Diretor, roteirista                   |

### Televisão
| Ano  | título                 | Crédito(s) |
| ---- | ---------------------- | ---------- |
| 2023 | Nier: Automata Ver1.1a | Roteirista |
| 2023 | KamiErabi GOD.app      | Criador    |

### Vidéos de Música
| Ano  | Título   | Compositor | Crédito(s) | Notas                                          |
| ---- | -------- | ---------- | ---------- | ---------------------------------------------- |
| 2023 | Antinomy | Amazarashi | Roteirista | Tema de encerramento de Nier: Automata Ver1.1a |

| Ano       | Título                                                                  | Crédito(s)          |
| --------- | ----------------------------------------------------------------------- | ------------------- |
| 2013      | Drag-on Dragoon Utahime Five                                            | Supervisor          |
| 2013      | Drag-on Dragoon Shi ni Itaru Aka                                        | Supervisor          |
| 2014      | Drag-on Dragoon 3 Side Story                                            | Supervisor          |
| 2014      | Thou Shalt Not Die                                                      | Criador, roteirista |
| 2018      | Nier: Automata: Long Story Short                                        | Criador, escritor   |
| 2018      | Nier: Automata: Short Story Long                                        | Criador, escritor   |
| 2020      | Nier: Automata - YoRHa Boys                                             | Supervisor          |
| 2020-2021 | YoRHa - Pearl Harbor Descent Record                                     | Criador, escritor   |
| 2021      | Nier Replicant Ver 1.22474487139… Project Gestalt Recollections –File01 | Criador, escritor   |
| 2021      | Nier Replicant Ver 1.22474487139… Project Gestalt Recollections –File02 | Criador, escritor   |
| 2021      | Shinsetsu gēmukurieitā-den (Yoko Taro-hen)                              | Escritor, si mesmo  |

| Ano  | Título                  | Crédito(s)          |
| ---- | ----------------------- | ------------------- |
| 2015 | YoRHa                   | Criador, roteirista |
| 2016 | Thou Shalt Not Die Zero | Criador             |
| 2018 | YoRHa Boys              | Criador, roteirista |